# Żuraw wieżowy

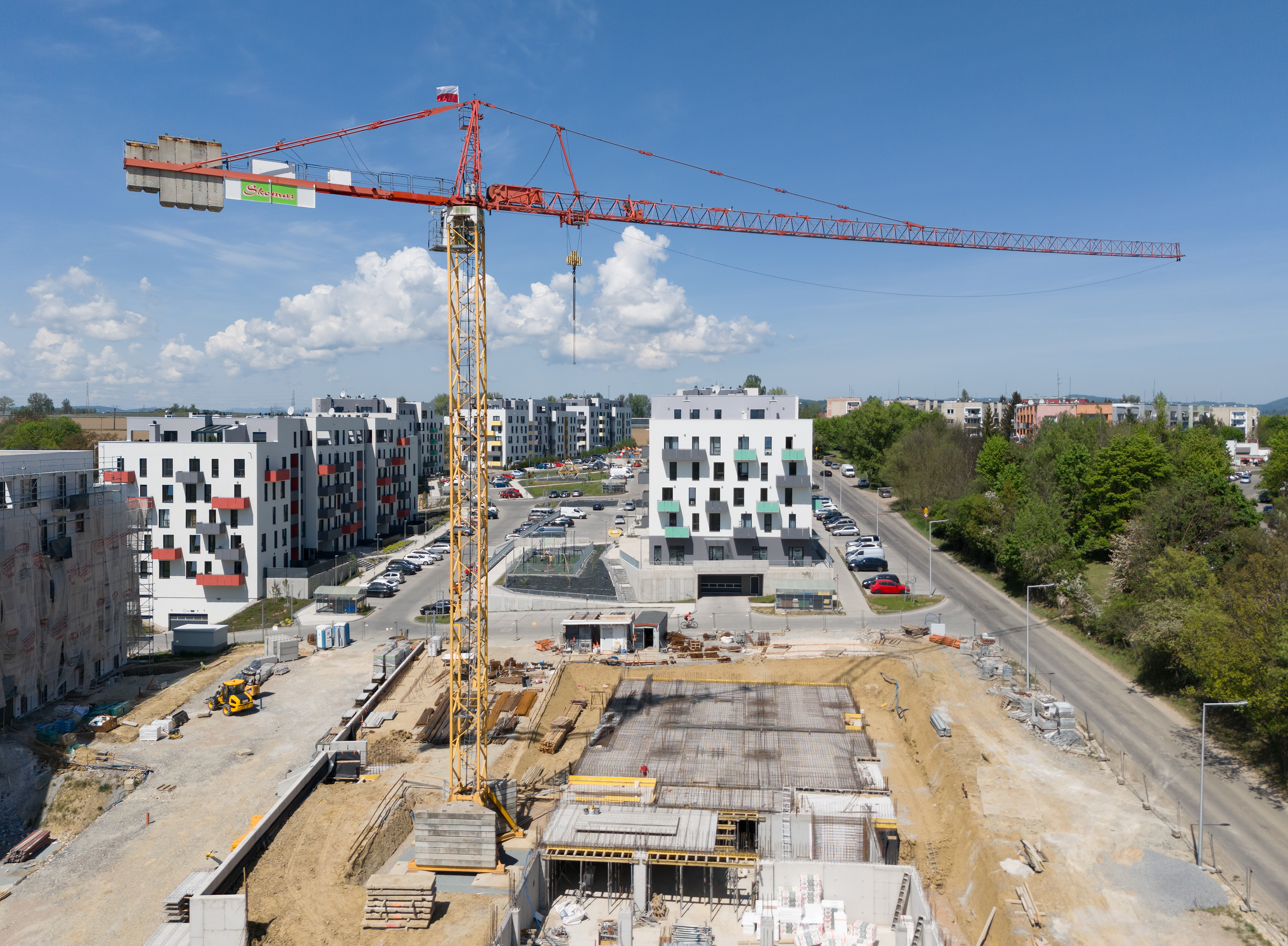
Żuraw wieżowy górnoobrotowy z wysięgnikiem wodzakowym

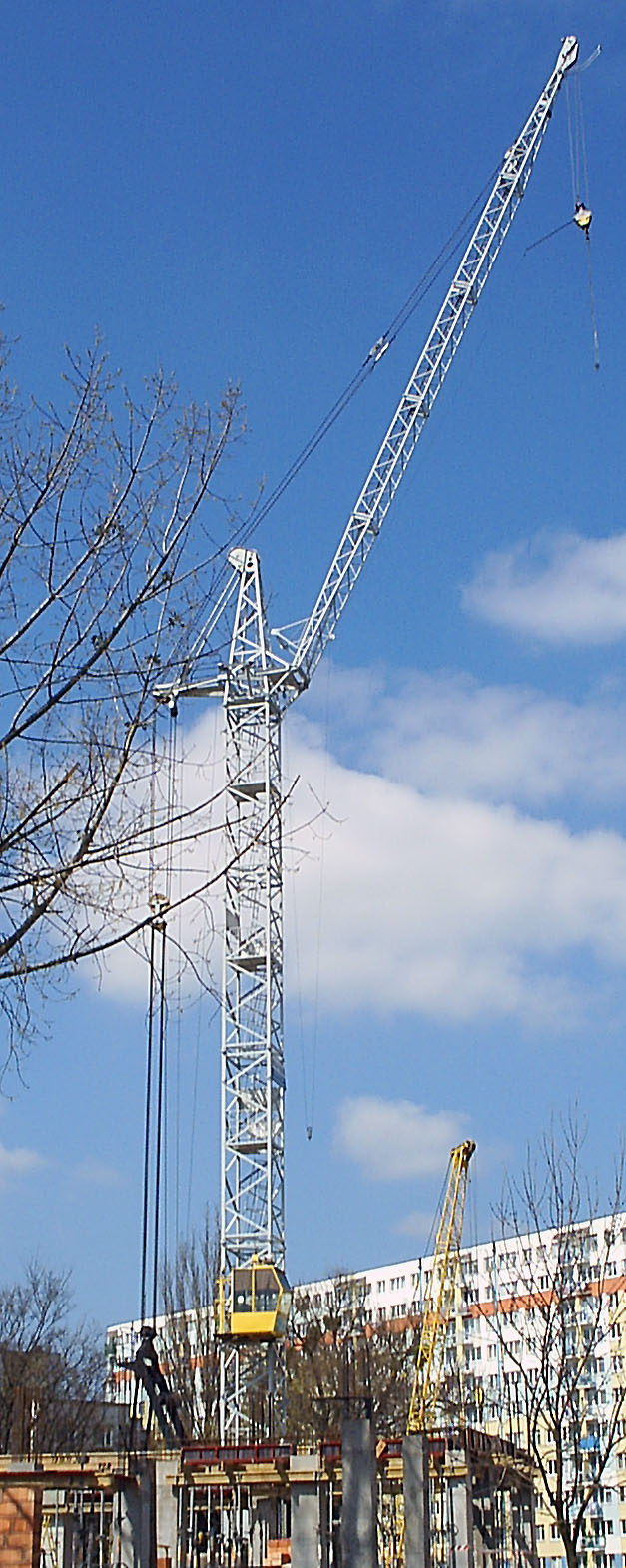
Żuraw wieżowy dolnoobrotowy z wysięgnikiem wychylnym, typ ŻB 75/100

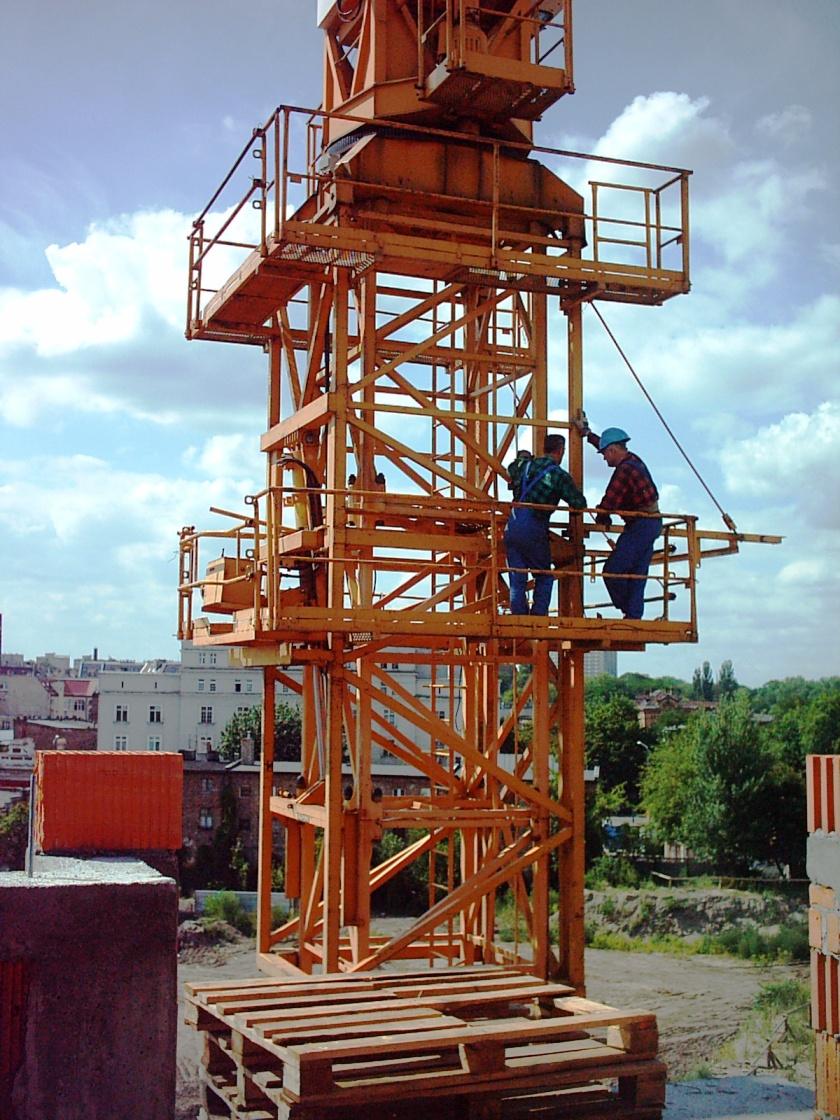
Klatka wznosząca żuraw (hydrauliczny element piętrzący)

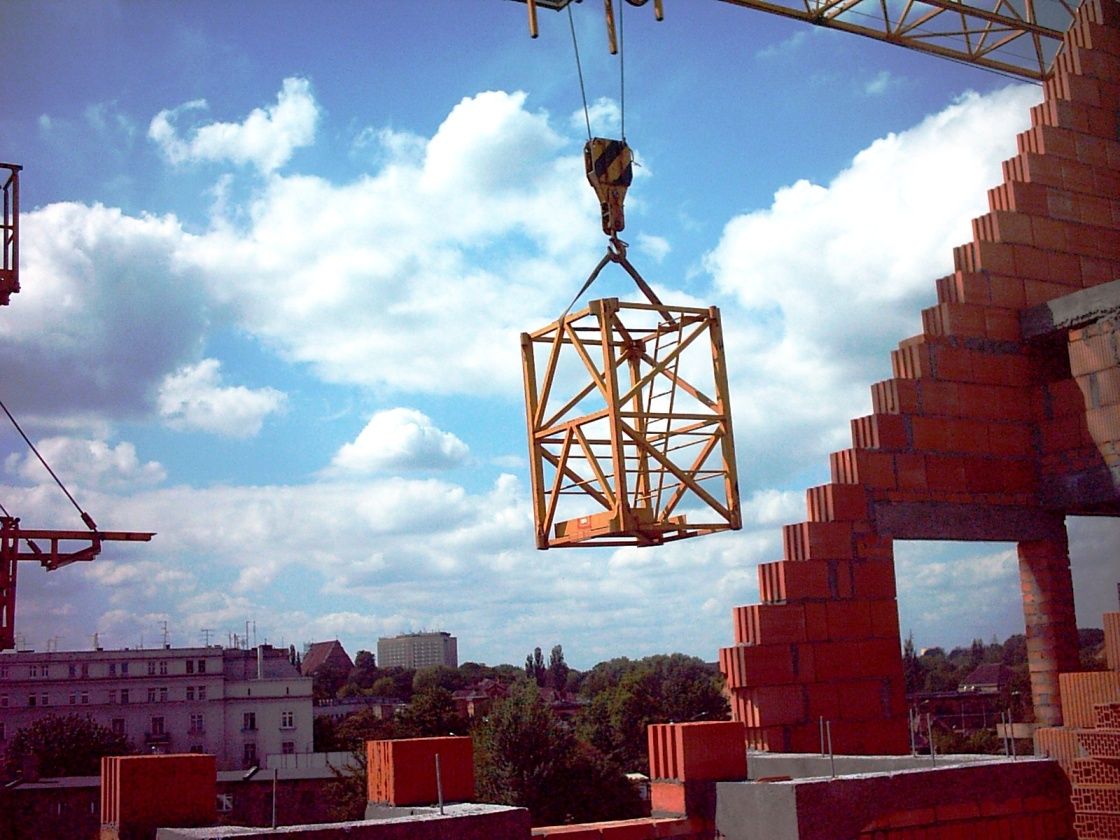
Demontaż żurawia wieżowego – po wyjęciu segmentu wieży żuraw sam go opuszcza na ziemię

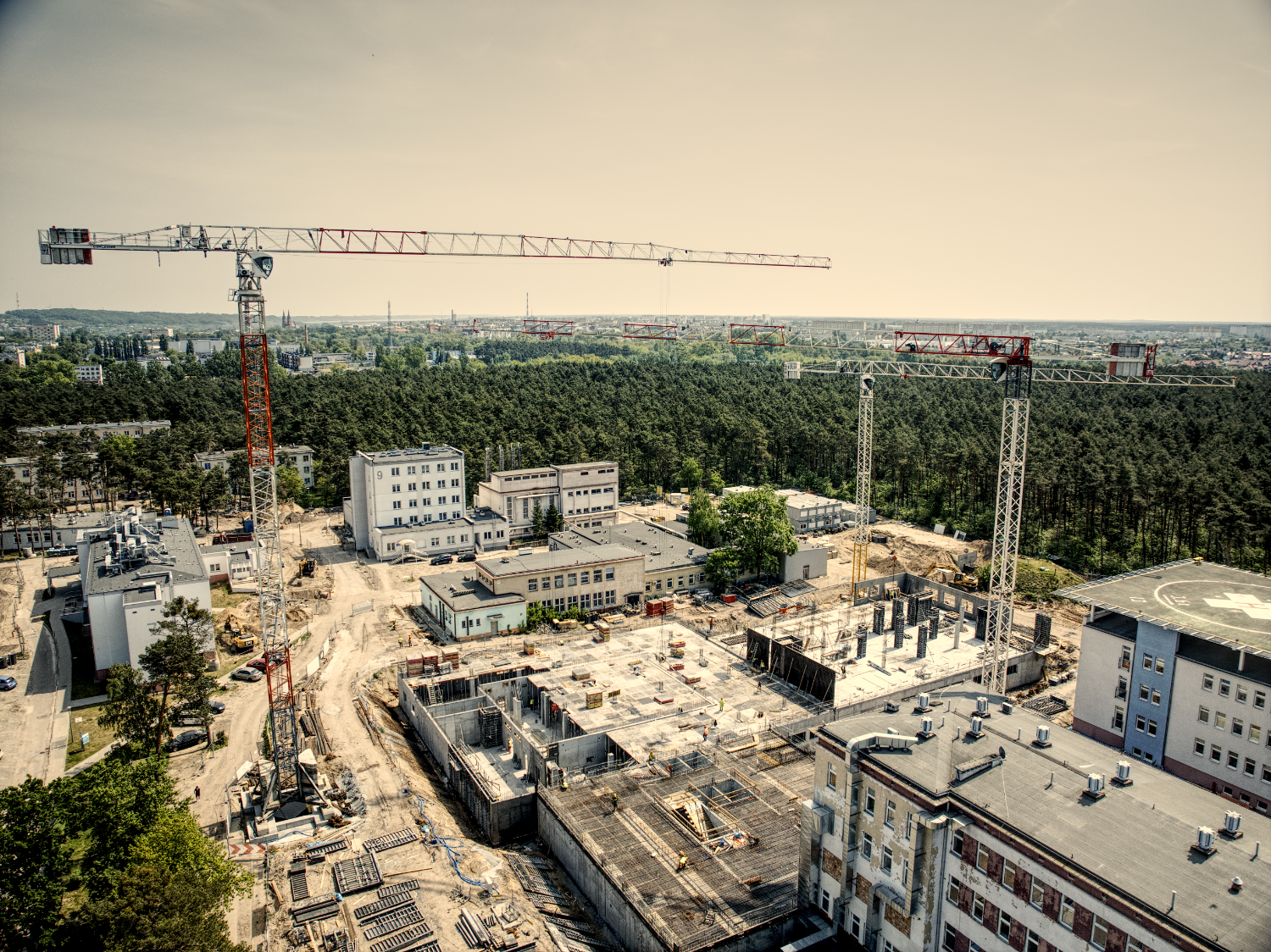
Żurawie wieżowe w trakcie rozbudowy szpitala we Włocławku

Żuraw wieżowy – urządzenie dźwignicowe, potocznie zwane dźwigiem, zaliczane do największych maszyn roboczych. Może osiągać wysokość podnoszenia wolnostojąco do około 100 metrów, a kotwiony do budynku ograniczony jest jedynie długością liny podnoszącej.
Największy obecnie produkowany żuraw to KRØLL K10000. Długość wysięgnika wynosi 100 m, a udźwig maksymalny to 240 Mg do wysięgu 44 m, oraz 120 Mg przy 82 m. Maksymalna wysokość haka to 86 m.
Żurawie budowlane mogą być stacjonarne (także budowane na szczytowej kondygnacji budynku) lub przejezdne, na podwoziu szynowym lub gąsienicowym. Kolumna żurawia budowlanego często budowana jest w kształcie pionowej wieży o wielosekcyjnej kratownicowej konstrukcji. Wysięgnik może być wychylny z cięgnikiem zainstalowanym na jego końcu lub stały, poziomy, z wodzakiem (cięgnikiem) poruszającym się po nim. Żuraw budowlany wyposażony jest w kilka napędów, zwykle elektrycznych, z których każdy realizuje jeden ruch: napęd podwozia, obrót wysięgnika, wychył wysięgnika lub przesuw wodzaka oraz podnoszenia haka, na którym wiesza się ładunek lub zawiesie.

## Parametry
Wysięg jest to maksymalna odległość pomiędzy osią obrotu żurawia a hakiem w optymalnej pod kątem tego parametru konfiguracji wysięgnika żurawia, mierzona w poziomie.
Wysokość podnoszenia jest to odległość mierzona od podłoża do gardzieli haka.
Poziom ustawienia żurawia:
– wieżowego torowego – jest to poziomy obszar główek szyn, na którym ustawia się nieobrotową część żurawia,
– samojezdnego kołowego lub na podporach – jest to pozioma równia podłoża.

## Podział żurawi
Podział żurawi ze względu na:
- typ wysięgnika:
  - z wysięgnikiem wodzakowym:
    - odciągowe
    - bezodciągowe

  - z wysięgnikiem wychylnym

- miejsce obrotu:
  - górnoobrotowe
  - dolnoobrotowe

- sposób posadowienia:
  - stacjonarne:
    - na kotwie traconej
    - na podwoziu
    - w szybie windy

  - przejezdne:
    - szynowe
    - gąsienicowe

- sposób montażu:
  - samomontujące się (szybkiego montażu)
  - montowane przy pomocy żurawia pomocniczego

## Montaż
Przy założeniu optymalnych warunków montażowych:

### Żuraw dolnoobrotowy
Żuraw przemieszcza się na miejsce montażu ciągnięty za ciągnikiem siodłowym lub balastowym. Następnie pozostawiany jest w miejscu montażu oraz rozstawiane są łapy.
Po wypoziomowaniu żurawia przystępuje się do ustawienia wieży do pionu, a następnie założenia przeciwwagi. Po wykonaniu tych czynności można przystąpić do montażu wieży oraz wysięgnika.
Montaż wieży oraz wysięgnika następuje na dwa sposoby:
- hydraulicznie – za pomocą siłowników:
  - wieża składa się z dwóch elementów połączonych zawiasem, rozkładanych siłownikiem (wada – brak możliwości zmiany wysokości wieży)
  - wysięg rozkłada się podobnie jak wieża, również hydraulicznie. Zaletą jest możliwość złożenia wysięgnika w trakcie przenoszenia ładunku na czas omijania przeszkody. W tym czasie wodzak musi znajdować się w niezłożonej części wysięgnika.
- mechanicznie – teleskopowo za pomocą lin i wielokrążków

### Żuraw górnoobrotowy
Żuraw na budowę przewożony jest w elementach na ciężarówkach. Montaż na budowie odbywa się przy pomocy żurawia samojezdnego. Na uprzednio przygotowanym podłożu rozkładana jest podstawa żurawia. Do podstawy mocowana jest wieża. Wieża składa się z wielu pojedynczych elementów łączonych razem aż do osiągnięcia żądanej wysokości. Jednocześnie umieszczany jest balast centralny. Po pełnym zabalastowaniu żurawia, na wieżę nakłada się obrotnicę oraz przeciwwysięg. Na ziemi jest scalany wysięgnik, po czym w całości jest podnoszony do góry i montowany do obrotnicy. Przed oddaniem do eksploatacji należy jeszcze wyregulować wyłączniki przeciążeniowe oraz krańcowe żurawia.

## Podział wież
Podział wież ze względu na:
- rodzaj połączenia:
  - śrubowe:
    - śruba „mocna”
    - śruba ze wstępnym naprężeniem

  - bolcowe

- rodzaj kształtownika (profilu) z którego wykonano pasmo główne:
  - kątownik
  - profil zamknięty (najczęściej o przekroju kwadratu, spawany z 2 kątowników)
  - dwuteownik